# Верхньодніпровський ґебіт
Верхньодніпро́вський ґебі́т, окру́га Верхньодніпро́вськ (нім. Kreisgebiet Werchne-Dnjeprowsk) — адміністративно-територіальна одиниця генеральної округи Дніпропетровськ Райхскомісаріату Україна часів Німецько-радянської війни. Адміністративним центром ґебіту було місто Верхньодніпровськ.

## Історія
Ґебіт утворено о 12 годині дня 15 листопада 1941 року  на території теперішньої Дніпропетровської області. Поділявся на 3 райони: район Божедарівка (Rayon Boshedarowka), район Верхньодніпровськ (Rayon Werchne-Dnjeprowsk) і район Кринички (Rayon Krinitschansk),  збігаючись межами з трьома відповідними радянськими районами довоєнної Дніпропетровської області: Божедарівським, Верхньодніпровським і Криничанським.
У ґебіті виходило друковане видання «Верхнєдніпровська газета» (7 грудня 1941 — 1943). 
Ґебіт фактично існував до зайняття його адміністративного центру радянськими військами 22 жовтня 1943 року, формально — до 1944 року